# Festival international du film de Karlovy Vary 2021
Le Festival international du film de Karlovy Vary 2021, 55e édition du festival, se déroule du 20 au 28 août 2021.

## Déroulement et faits marquants
Lors de la cérémonie d'ouverture du festival, l'acteur Michael Caine reçoit un globe de cristal pour sa carrière.
Lors de la cérémonie de clôture du festival, l'acteur Ethan Hawke et le réalisateur Jan Svěrák reçoivent le prix du président pour leur carrière.
Le 28 août 2021, le palmarès est dévoilé : c'est le film serbe As Far as I Can Walk (Strahinja Banović) de Stefan Arsenijević qui remporte le Globe de cristal.

## Jury[4]
- Eva Mulvad : réalisatrice
- Marta Nieradkiewicz : actrice
- Chrístos Níkou : réalisateur
- Christoph Terhechte : directeur de festival

## Sélection

### Sélection officielle - en compétition
- As Far as I Can Walk (Strahinja Banović) de Stefan Arsenijević  Serbie
- At Full Throttle (Láska pod kapotou) de Miro Remo  République tchèque  Slovaquie
- Bird Atlas (Atlas ptáků) de Olmo Omerzu  Slovénie
- Boiling Point de Philip Barantini  Royaume-Uni
- Every Single Minute (Každá minuta života) de Erika Hníková  République tchèque  Slovaquie
- The Exam ( Ezmûn) de Shawkat Amin Korki  Irak
- The Land of the Sons (La terra dei figli) de Claudio Cupellini  Italie
- Nö de Dietrich Brüggemann  Allemagne
- Le Prince de Lisa Bierwirth  Allemagne
- Saving One Who Was Dead (Zpráva o záchraně mrtvého) de Václav Kadrnka  République tchèque  Slovaquie
- The Staffroom ( Zbornica) de Sonja Tarokić  Croatie
- Wars de Nicolas Roy  Canada

### East of West - en compétition
- After the Winter (Poslije zime) de Ivan Bakrač  Monténégro
- Dear Ones (Bliscy) de Grzegorz Jaroszuk  Pologne
- Intensive Life Unit (Jednotka intenzivního života) de Adéla Komrzý  République tchèque
- Mirrors in the Dark (Zrcadla ve tmě) de Šimon Holý  République tchèque
- Nuuccha de Vladimir Munkuev  Russie
- Otar's Death de Ioseb "Soso" Bliadze  Géorgie
- Patchwork de Petros Charalambous  Chypre
- Roots (Koreni) de Tea Lukač  Serbie
- Runner (Bėgikė) de Andrius Blaževičius  Lituanie
- Sisterhood (Sestri) de Dina Duma  Macédoine
- Two Ships (Marťanské lodě) de Jan Foukal  République tchèque
- Wild Roots (Külön falka) de Hajni Kis  Hongrie

## Palmarès[5]

### Sélection officielle
- Globe de cristal du Festival de Karlovy Vary : As Far as I Can Walk de Stefan Arsenijević
- Prix spécial du jury : Every Single Minute de Erika Hníková
- Prix du meilleur réalisateur : Dietrich Brüggemann pour Nö
- Prix de la meilleure actrice : Éléonore Loiselle pour son rôle dans Wars
- Prix du meilleur acteur : Ibrahim Koma pour son rôle dans As Far as I Can Walk
- Mentions spéciales du jury :
  - Jelena Stanković pour la photographie de As Far as I Can Walk
  - Vinette Robinson pour son rôle dans Boiling Point
  - The Staffroom de Sonja Tarokić

### East of West
- Meilleur film : Nuuccha de Vladimir Munkuev
- Prix spécial du jury : Sisterhood de Dina Du

### Prix d'honneur
- Globe de cristal : Michael Caine
- Prix du président : Ethan Hawke et Jan Svěrák